# Genévrier rampant
Juniperus horizontalis
Espèce
Statut de conservation UICN

 LC  : Préoccupation mineure
Le Genévrier rampant, Juniperus horizontalis, est une plante vasculaire de la famille des Cupressacées.
Espèce nord-américaine qui a tendance à couvrir de grands espaces à l'exclusion de toute autre végétation, le genévrier rampant est très utilisé à titre décoratif.

## Description
- Arbrisseau rampant
- Feuilles adultes squamiformes et imbriquées, courtes (longueur 1,5 à 2 mm)
- Fruit à pédoncule recourbé, de couleur bleu pâle